# 张济顺
张济顺（1949年1月—），女，上海人，中国历史学家，华东师范大学历史学教授、博士生导师，华东师范大学思勉人文高等研究院研究员。曾祖父张焕纶为中国近代小学教育的创始人。

## 生平
1978年，29岁的张济顺在长春参加了高考，准备报考华东师范大学。但当年华东师范大学却没有在吉林省招生。张济顺最终进入北京师范大学历史系就读，本科毕业后于1982年起就读于北京师范大学马列主义研究所中共党史专业。
1985年毕业，赴复旦大学任教。1994年至1995年间曾赴美国加州大学伯克利分校东亚研究所任访问学者。1995年起任复旦大学党委副书记。1998年获复旦大学历史系国际关系史专业法学博士学位。
2000年10月至2011年7月任华东师范大学党委书记。2003年当选第十二届上海市人大代表。2008年当选第十一届全国政协委员，代表教育界，分入第四十一组。2012年8月至2013年6月在哈佛大学燕京学社任访问学者。